# Дуплекс комуникација
Дуплекс комуникација (енгл. duplex или full-duplex) или двосмјерна комуникација је врста комуникације у којој се информације преносе у оба смјера истовремено. 
Примјер дуплекс комуникације је телефон, гдје оба саговорника могу да причају и слушају у исто вријеме.